# Breaking Benjamin
Pour les articles homonymes, voir Benjamin.
Breaking Benjamin est un groupe américain de metal alternatif, originaire de Wilkes-Barre, en Pennsylvanie. Il est formé en 1998, initialement sous le nom de Plan 9, par le chanteur actuel Benjamin Burnley et l'ancien batteur Jeremy Hummel. En 2010, le groupe met de côté ses activités à cause de problèmes judiciaires et de santé. Une compilation best-of est publiée en 2011. En août 2011, Benjamin, le chanteur décide de renvoyer le guitariste et le bassiste du groupe à la suite d'une dispute sur un remix de Blow Me Away. Le 20 août 2014, le groupe annonce son retour sur sa page Facebook. En 2014, le groupe dénombre sept millions d'exemplaires de leurs albums vendus rien qu'aux États-Unis.

## Historique

### Formation (1998–2000)
Breaking Benjamin se forme comme un projet musical de Burnley en 1998, avec le guitariste Aaron Fink, le bassiste Nick Hoover, et le batteur Chris Lightcap. Après avoir accidentellement brisé un microphone qui lui a été prêté lors d'une performance en solo, son propriétaire dira : « merci Benjamin d'avoir pété mon putain de micro » (Thanks Benjamin for breaking my fucking mic), une phrase qui inspirera le nom du groupe,. Burnley ira par la suite en Californie pour jouer de sa propre musique, et les autres membres du groupe formeront Lifer. Nick Hoover est finalement remplacé par Mark Klepaski dans ce groupe. À son retour en Pennsylvanie en 1999, Burnley forme Plan 9 avec le batteur Jeremy Hummel et le bassiste Jason Davoli (bien que Davoli sera replacé par Jonathan « Bug » Price),. Lors d'une performance, Burnley se revendique sous le nom de Breaking Benjamin en disant, « merci, on est Breaking Benjamin ». Insatisfaits de Lifer, Fink et Klepaski quittent le groupe et rejoignent Burnley (Klepaski replaçant Price à la basse).

### Saturate(2001–2003)
Le quatuor se popularise lorsque Freddie Fabbri, une célébrité radio locale, diffuse leur titre Polyamorous. La chanson devenue numéro 1 des requêtes de diffusion sur radio, Fabbri finance l'EP éponyme du groupe, vendu à 2 000 exemplaires en 2001. Au début de 2002, plus d'une douzaine de labels visite un show en deux soirées durant lequel Breaking Benjamin joue, et le groupe signera avec Hollywood Records. Peu après, Breaking Benjamin se lance dans l'enregistrement de leur premier album, Saturate, publié le 7 août 2002. Cette production signée Ulrich Wild atteint la deuxième place des classements Billboard Heatseekers, et la 136e place du Billboard 200. Au début de 2003, Breaking Benjamin partent en tournée aux côtés de Godsmack. L'album est accueilli d'une manière mitigée, AllMusic expliquant qu'« il a un sérieux potentiel pour devenir leur meilleur premier album de 2002 ».

### We Are Not Alone(2003–2005)
En octobre 2003, Breaking Benjamin enregistre leur deuxième album studio, We Are Not Alone, publié le 29 juin 2004. Deux semaines avant le début des enregistrements, le groupe entame une tournée afin de « générer un futur buzz », puis une tournée avec Evanescence, Seether, et Three Days Grace. Produit par David Bendeth, l'album se vend à 48 000 exemplaires sa première semaine et atteint la 20e place du Billboard 200. Les singles à succès incluent So Cold et Sooner or Later, qui atteignent tous deux la deuxième place du Mainstream Rock (So Cold en 2004 et Sooner or Later en 2005). Le 21 octobre 2004, We Are Not Alone est certifié disque d'or, puis disque de platine le 13 juin 2005. Il se popularise aussi en Nouvelle-Zélande, où il termine à la 14e place des albums les plus populaires en 2005 et certifié disque d'or dans le pays,. Le Live EP du groupe, inclut quatre morceaux de Saturate joués et enregistrés en direct aux Mississippi Nights.
We Are Not Alone est accueilli d'une manière mitigée. Sur IGN, Colin Moriarty se dit « extrêmement satisfait », et se sent « confiant » concernant son choix de le nommer « meilleur album de l'année » avec une note de 9,3 sur 10. Au contraire, Amber Authier de Exclaim! explique qu'« à première vue, c'est un son générique sans effet sur moi » et admet plus tard que « j'ai beaucoup écouté Breaking Benjamin et certains éléments de l'album m'ont finalement fait de l'effet », mais conclut que « Breaking Benjamin a créé une qualité sonore qui leur est propre [avec Saturate] qu'ils ne pouvaient inclure dans tout l'album. » Le 23 novembre 2004, Breaking Benjamin fait paraître l'EP So Cold, avec des versions en live de Away et Breakdown, une version acoustique en live de So Cold, et une version studio acoustique de Blow Me Away (musique dédié au jeu : Halo 2) et Lady Bug.
À la fin de 2005, le batteur Jeremy Hummel poursuit Breaking Benjamin en justice. Cette poursuite est classée sans suite en avril 2006. Ben « B.C. » Vaught deviendra batteur pour Breaking Benjamin.

### Phobia(2005–2007)
À la suite du départ de Jeremy Hummel, Breaking Benjamin auditionne quinze batteurs. Selon Burnley, Chad Szeliga a été le seul batteur à envoyer une démo en VHS plutôt qu'en DVD. Burnley dit de Szeliga : « Chad a montré qu'il pouvait jouer nos chansons, mais il faisait aussi des trucs sympas avec ses baguettes qui m'ont amené à penser qu'il pourrait être un bon performeur et pas qu'un simple robot [...]. » Szeliga est alors engagé en 2005 avant l'enregistrement de leur troisième album Phobia (publié le 8 août 2006 et une nouvelle fois produit par Bendeth),. Après publication, l'album se vend à approximativement 131 000 exemplaires la première semaine. Il atteint la deuxième place au Billboard 200 et aux Top Internet Albums, ainsi que la première aux Top Digital Albums et aux Top Rock Albums. Phobia est certifié disque d'or en novembre 2006, puis disque de platine le 21 mai 2009. Ses meilleurs singles s'intitulent Diary of Jane, qui atteint la deuxième place des Mainstream Rock Songs en 2006, et Breath, qui est classé premier des Mainstream Rock Tracks. Until the End, lui, atteint la 6e place des Mainstream Rock Songs en 2007, et est certifié disque d'or le 11 février 2014.
Le concept de Phobia se consacre aux différentes phobies de Burnley. La couverture de l'album présente un homme avec des ailes suspendu sur une autoroute représentant l'aviophobie du chanteur. Burnley souffre également de thanatophobie, de nécrophobie et d'hypochondrie. Burnley explique que son aviophobie l'empêche de jouer outremer : « J'irai aussi loin qu'un bateau pourra m'emmener », bien que leur label ne finance aucun voyage en bateau. L'intro et l'outro de Phobia incluent des bruits d'intercoms d'aéroport, des turbulences, des bruits de portes de voiture, et une foule en panique,,.
Pour la promotion de Phobia, AXS TV diffuse un concert d'une heure de Breaking Benjamin depuis la Stabler Arena de Bethlehem (Pennsylvanie) en février 2007. Le concert est inclus sur le DVD Phobia publié en avril, crédité sous le nom The Homecoming. Un clip vidéo est réalisé pour le titre Breath. Breaking Benjamin suit avec une tournée aux côtés de Three Days Grace, Puddle of Mudd, Seether, Skillet, et Red. Ils tournent aussi avec Godsmack. Comme son prédécesseur, Phobia est accueilli d'une manière mitigée. AllMusic ne « trouve rien d'extraordinaire à l'album ».

### Dear Agony(2008–2010)

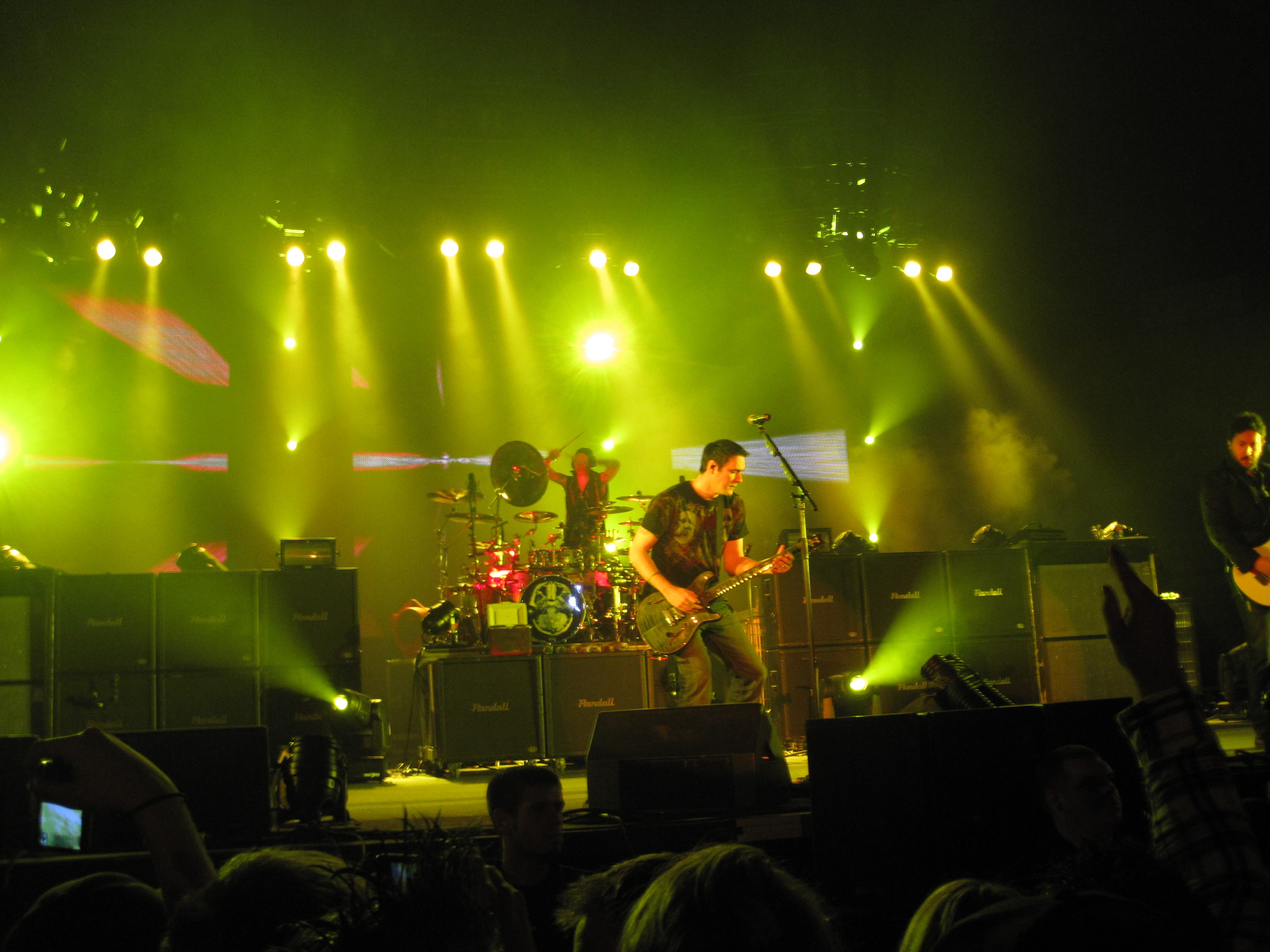
Breaking Benjamin à Forte Wayne, Indiana en janvier 2010.

Le quatrième album du groupe, Dear Agony, est publie le 9 septembre 2009. Il atteint la première place des Top Hard Rock Albums et Top Modern Rock/Alternative Albums, la deuxième des Top Rock Albums et Top Digital Albums, et la quatrième du Billboard 200. L'album surpasse ses prédécesseurs avec 134 000 exemplaires vendus la première semaine et certifié disque d'or le 16 février 2010. Il inclut des singles comme I Will Not Bow, Lights Out, et Give Me a Sign, tous inclus aux Rock Songs, à la première (2009), à la 21e (2010), et la 9e places (2010), respectivement.
Dear Agony est le premier album sobrement écrit par Burnley,. L'album présente une radio par IRM de Burnley, qui retrace son syndrome de fatigue chronique et ses troubles neurologiques causés par « des années intensives de beuveries », que le chanteur cherchait à faire connaître. Burnley collabore avec le guitariste de Red, Jasen Rauch, sur plusieurs morceaux de Dear Agony.
Dear Agony est modérément accueilli, certains articles retraçant des similitudes avec Phobia ; AllMusic explique que l'album « ressemble beaucoup aux trois précédents ». L'album est mal accueilli par Consequence of Sound, qui se plaint de la surproduction et de sa nature commerciale : « Dear Agony est l'effet secondaire le plus néfaste du 'producteur' qu'est David Bendeth... ».
Malgré les bonnes ventes de Dear Agony, cependant, Breaking Benjamin part en tournée avec Three Days Grace et Flyleaf au début de 2010,, avec Red, Chevelle, et Thousand Foot Krutch, puis avec Nickelback, Shinedown, et Sick Puppies lors du Dark Horse Tour.

### Pause et affaires judiciaires (2010–2013)
En mars 2010, Hollywood Records demande au groupe de produire deux enregistrements masterisés, cherche à publier une nouvelle version du hit Blow Me Away, avec Sydnee Duran de Valora, et demande la production d'un best-of. En mai 2011, Fink et Klepaski accepte ses requêtes après s'être vu offrir $100 000. Burnley, accusant Fink et Klepaski de ne pas l'avoir informé, que ce soit lui, le manager du groupe, ou leur avocat, les renvoie par e-mail, leur exigeant au moins $250 000 de dommages et intérêts, et le droit exclusif pour le nom de Breaking Benjamin. L'avocat de Burnley, Brian Caplan, expliquera à l'Associated Press que « les relations entre Mr. Burnley et les deux autres membres du groupe se sont terminées... Mr. Burnley compte ne plus utiliser le nom de Breaking Benjamin et le groupe pourra continuer ses activités. Mais sans sa configuration d'origine. Il ne se retire pas ».
En août 2011, Hollywood Records annonce la sortie de la compilation Shallow Bay: The Best of Breaking Benjamin, qui comprend tous les singles de Breaking Benjamin, dont un remix de Blow Me Away. L'album est publié le 16 août 2011, et atteint la première place du Top Hard Rock Albums pendant trois ans consécutifs entre 2011 et 2013. L'album est bien accueilli par la presse, avec Loudwire qui lui attribue une note de 4 sur 5.
Le 19 avril 2013, Burnley annonce la fin des disputes entre lui et les autres membres et qu'il continuerait à utiliser le nom de Breaking Benjamin. Trois jours plus tard, Chad Szeliga annonce son départ pour divergences créatives

### Retour etDark Before Dawn(2014-2016)
En août 2014, Breaking Benjamin annonce via Facebook sa reformation en tant que quintette, à l'exception de Burnley : l'auteur de Dear Agony Jasen Rauch (guitare, originellement de Red) ; Keith Wallen (guitare et chœurs, originellement de Adelitas Way); Aaron Bruch (basse et chœurs, originellement de Forever Œuvre) ; et Shaun Foist (batterie, originellement de Picture Me Broken). Burnley explique de cette formation, « tous ceux qui sont dans le groupe ont été minutieusement choisis » notant que « Keith [Wallen] et Aaron [Bruch] sont de très très bons chanteurs. Le groupe en avait plutôt besoin. » Breaking Benjamin publie un nouveau single intitulé Failure le 23 mars 2015, et annonce un nouvel album pour le 23 juin 2015, intitulé Dark Before Dawn. En une heure de précommande, Dark Before Dawn atteint la première place sur iTunes et la troisième de tous les autres classements,. Une tournée promotionnelle à l'album est annoncée pour mai jusqu'à juillet 2015.

### Ember(2017-2018)
En aout 2017, le groupe annonce avoir fini leur sixième album. En décembre 2017, ils annoncent un premier single, Red Cold River, pour le 5 janvier 2018 et leur nouvel album Ember pour 13 avril 2018. Feed the Wolf, Blood, Psycho, et Save Yourself seront également publiés en tant que single avant la sortie de l'album. L'écriture de cet album a commencé en 2016, et l'enregistrement s'est principalement fait en 2017. Même si Benjamin Burnley reste le principal compositeur de celui-ci, le reste du groupe a quand même écrit pratiquement la moitié de l'album.

### Aurora(depuis 2020)
En octobre 2019, le groupe annonce la sortie d'une nouvelle compilation de leurs titres les plus connus, intitulée Aurora. Celle-ci contient des versions acoustiques et retravaillées de ces morceaux, ainsi qu'un nouveau titre Far Away, en collaboration avec Scooter Ward de Cold qui sortira le 6 décembre 2019. L'album sort quant à lui le 24 janvier 2020 et on peut retrouver des duos avec Lacey Sturm, Michael Barnes de Red, Adam Gontier, et Spencer Chamberlain d'Underoath.
Le 10 juillet 2020, ils sortent une reprise du titre Iris avec la chanteuse Diamante.

## Membres

### Membres actuels
- Benjamin Burnley – chant, guitare rythmique (depuis 1998)
- Aaron Bruch – basse, chœurs (depuis 2014)
- Keith Wallen – guitare rythmique, chœurs (depuis 2014)
- Jasen Rauch – guitare rythmique (depuis 2014)
- Shaun Foist – batterie, percussions, programmation (depuis 2014)

### Anciens membres
- Aaron Fink – guitare lead (1998 ; 2001–2011)
- Nicholaus Hoover – basse (1998)
- Chris Lightcap – batterie, percussions (1998)
- Andy Seal (Plan 9) - basse (1999)
- Jeremy Hummel – batterie, percussions (1999–2004)
- Jason Davoli (Plan 9) – basse (2000)
- Jonathan « Bug » Price – basse (2001)
- Mark Klepaski – basse (2001–2011)
- Chad Szeliga – batterie, percussions (2005–2013)

### Membres de tournées
- Kevin Soffera – batterie, percussions (2004)
- Ben « BC » Vaught – batterie, percussions (2004–2005)

## Discographie

### Albums studio
- 2002 : Saturate
- 2004 : We Are Not Alone
- 2006 : Phobia
- 2009 : Dear Agony
- 2015 : Dark Before Dawn
- 2018 : Ember

### EP
- 2001 : Breaking Benjamin
- 2004 : Breaking Benjamin Live EP
- 2004 : So Cold

### Compilations
- 2011 : Shallow Bay: The Best of Breaking Benjamin
- 2020 : Aurora

### Singles
- 2004 : Blow Me Away : chanson écrite pour le jeu Halo 2

## Vidéographie
- Live - The Homecoming (2007) (L'intégralité du concert enregistré en février 2007 au Stabler Arena à Bethlehem, Pennsylvanie)